# Epidesmia hypenaria
Epidesmia hypenaria là một loài bướm đêm thuộc họ Geometridae. Loài này có ở Úc.
Sải cánh dài khoảng 35 mm.

## Hình ảnh

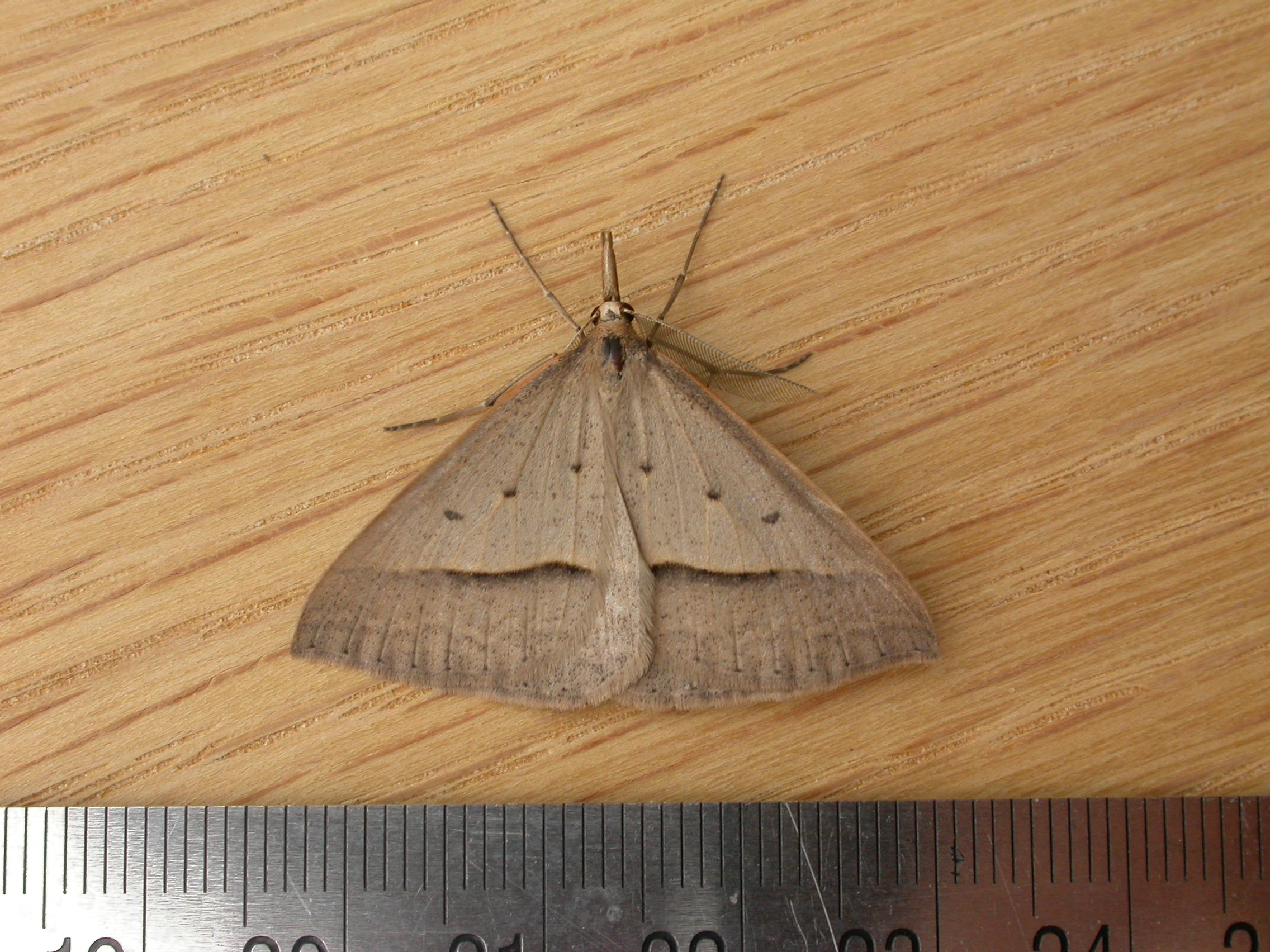
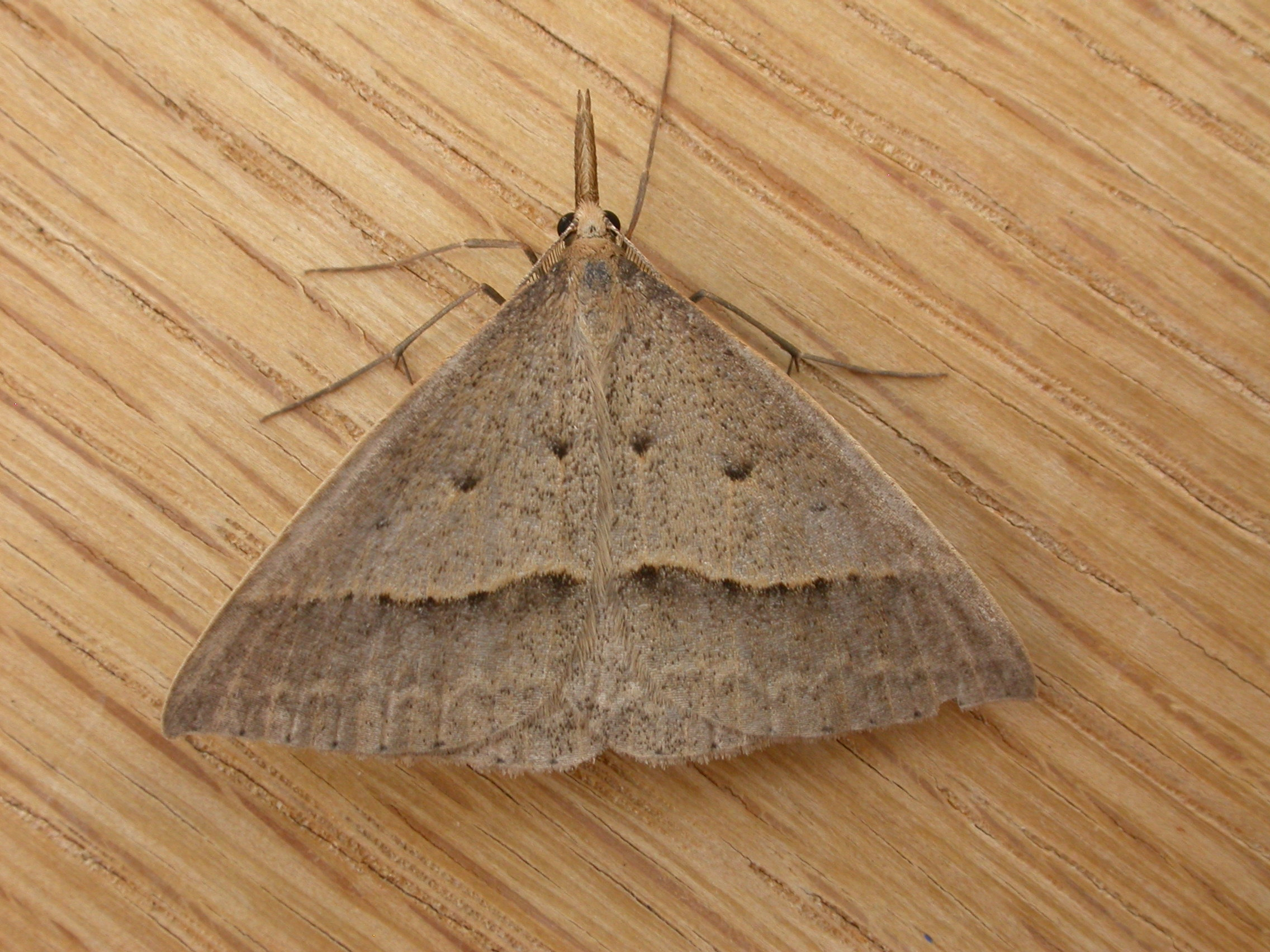
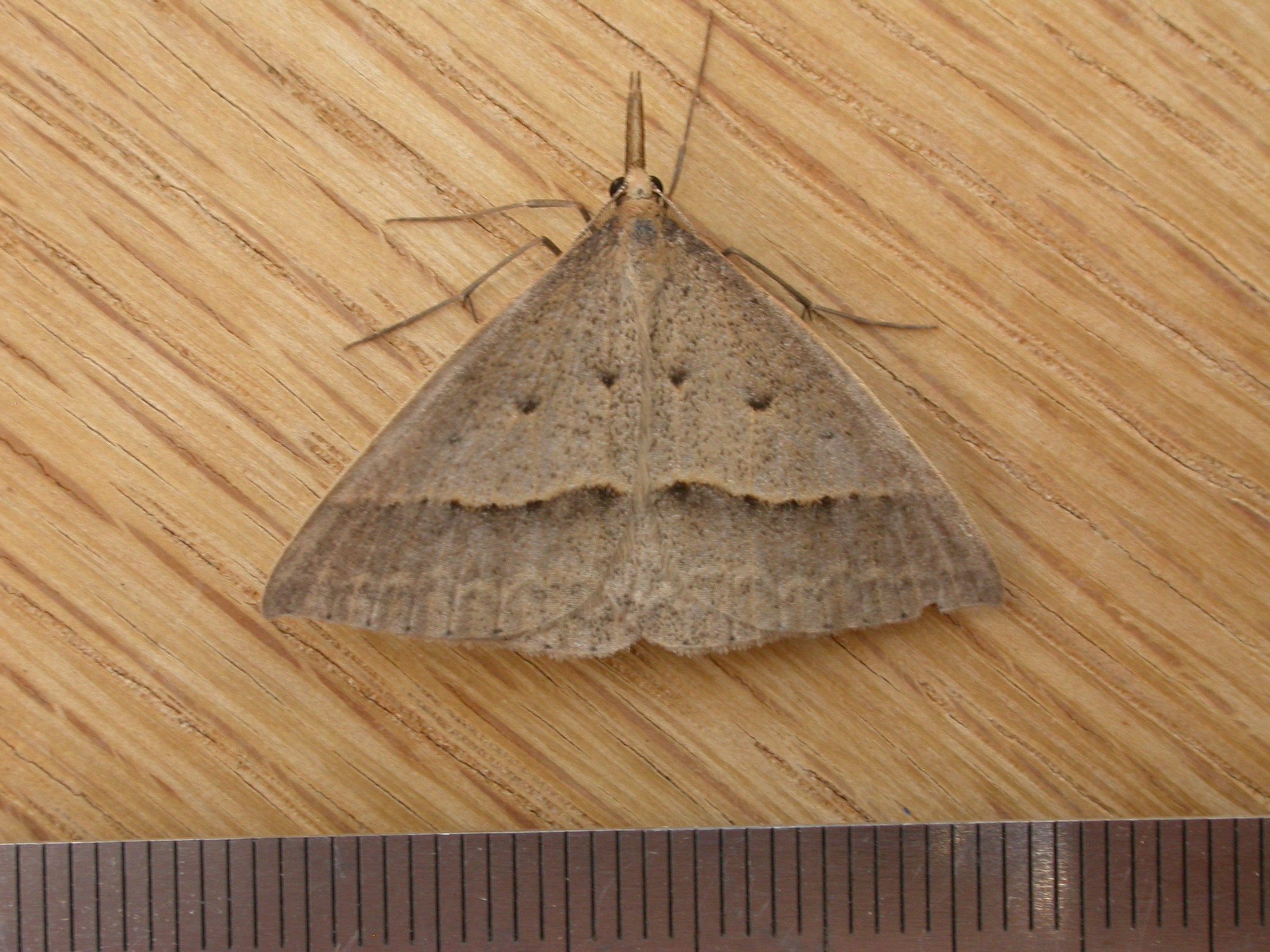